# Walbeck (Braunschweiger Rats- und Patriziergeschlecht)

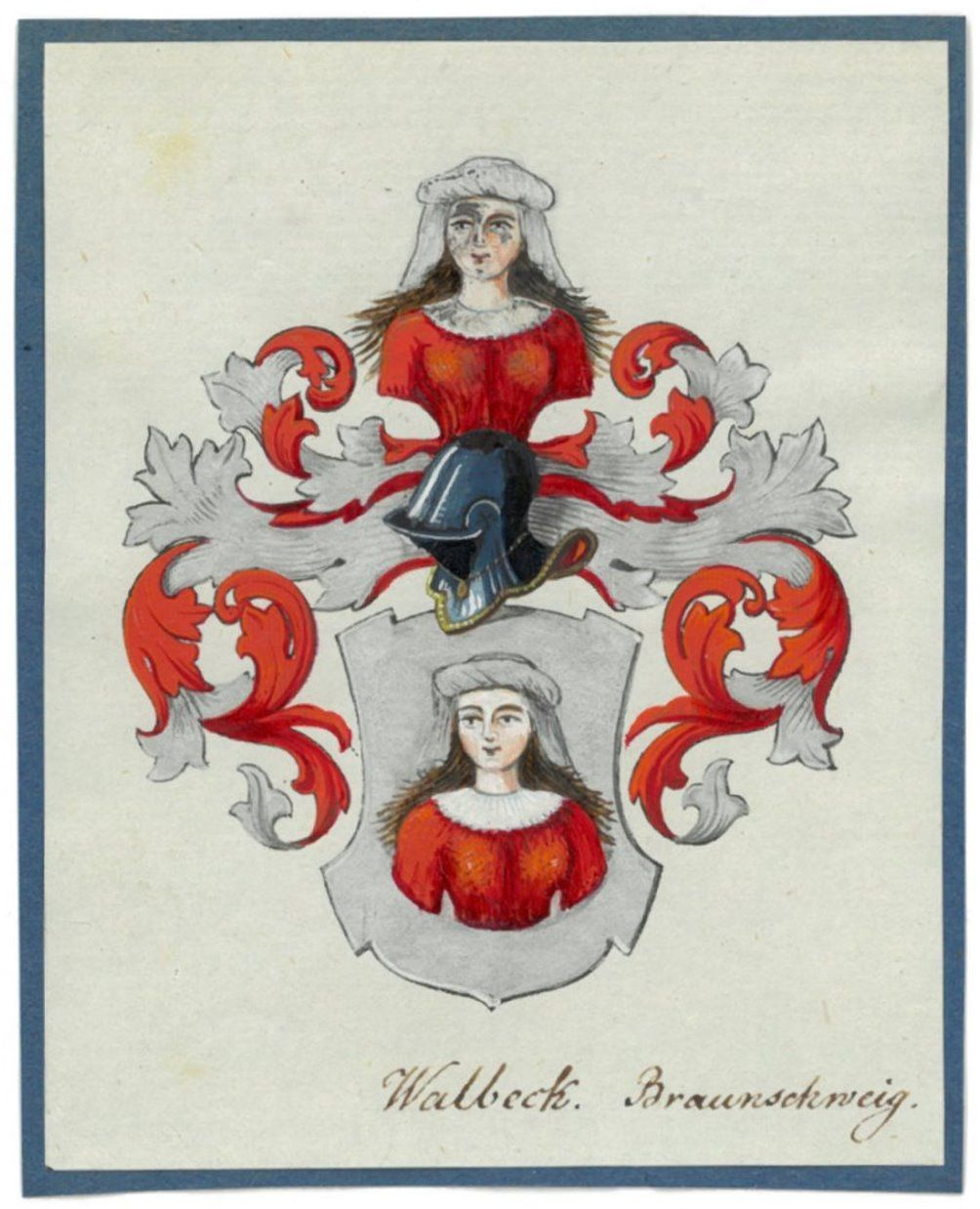
Stammwappen derer von Walbeck

Die Walbeck waren eine einflussreiche Kaufmanns- und Ratsfamilie, die im 15., 16. und 17. Jahrhundert in Braunschweig mächtig waren. Ab dem 17. Jahrhundert wurden sie zum Adel gezählt und besaßen Lehen und Rittergüter in der Umgebung von Braunschweig und Wolfenbüttel. Das Geschlecht erlosch Mitte des 19. Jahrhunderts im Mannesstamm. 

## Geschichte

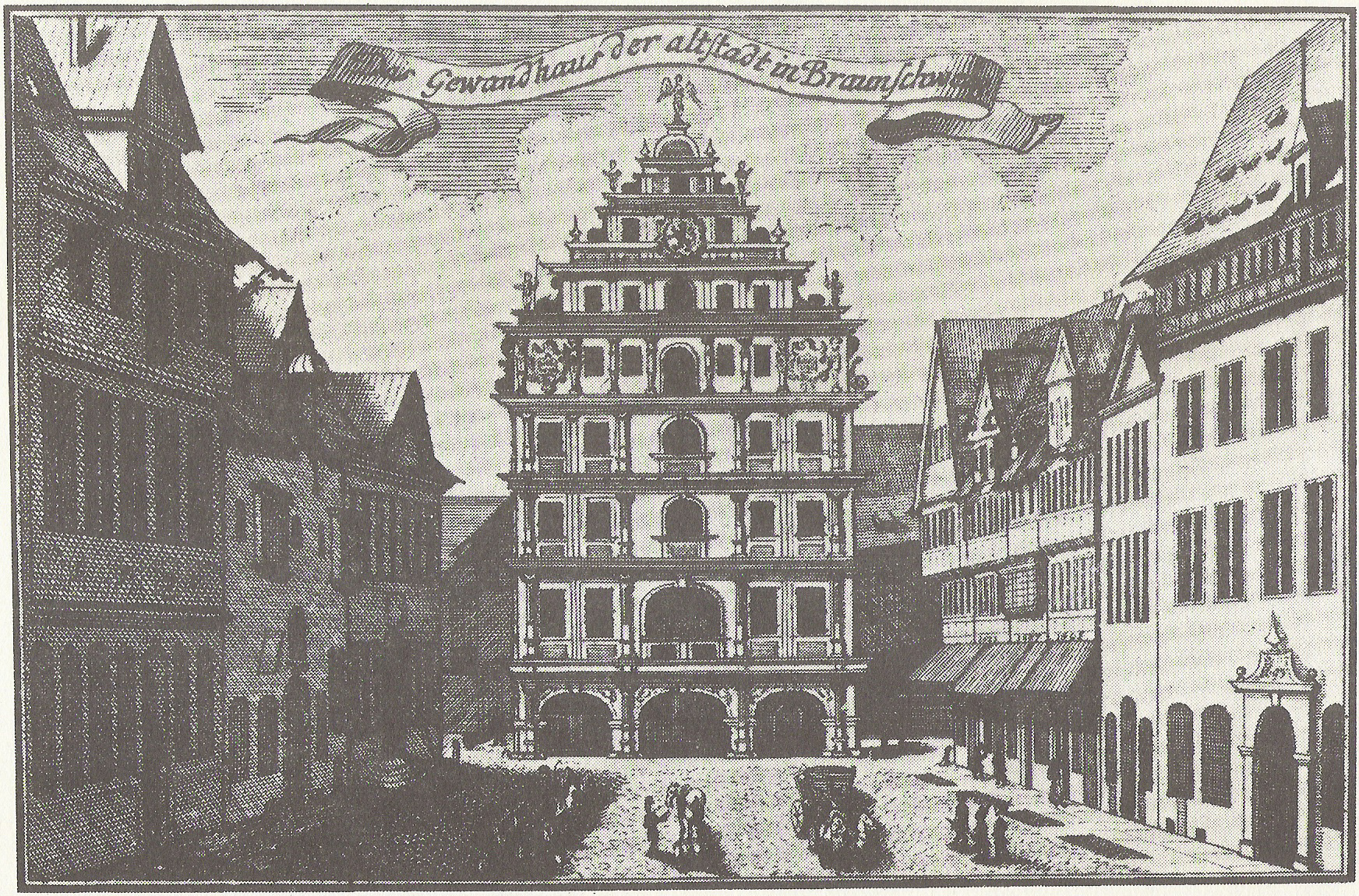
Gewandhaus in Braunschweig (um 1300 erbaut)

Das Geschlecht ist erstmals um 1300 mit Henning Walbeck, Bürger in Helmstedt, urkundlich belegt. Die Walbecks waren ursprünglich wohlhabende Gewandschneider in Helmstedt. Ab ca. 1435 waren sie in Braunschweig nachweisbar und wurden 1441 Teil des Stadtrates der mächtigsten und wohlhabendsten der fünf Weichbilde Braunschweigs, der Altstadt. 1464 wurde mit Hinrik van Walbeck erstmals ein Angehöriger des Geschlechts Großer Bürgermeister der Altstadt. Bis ins 17. Jahrhundert hinein bestimmten sie maßgeblich die Geschicke des Rates und der Hansestadt Braunschweig.

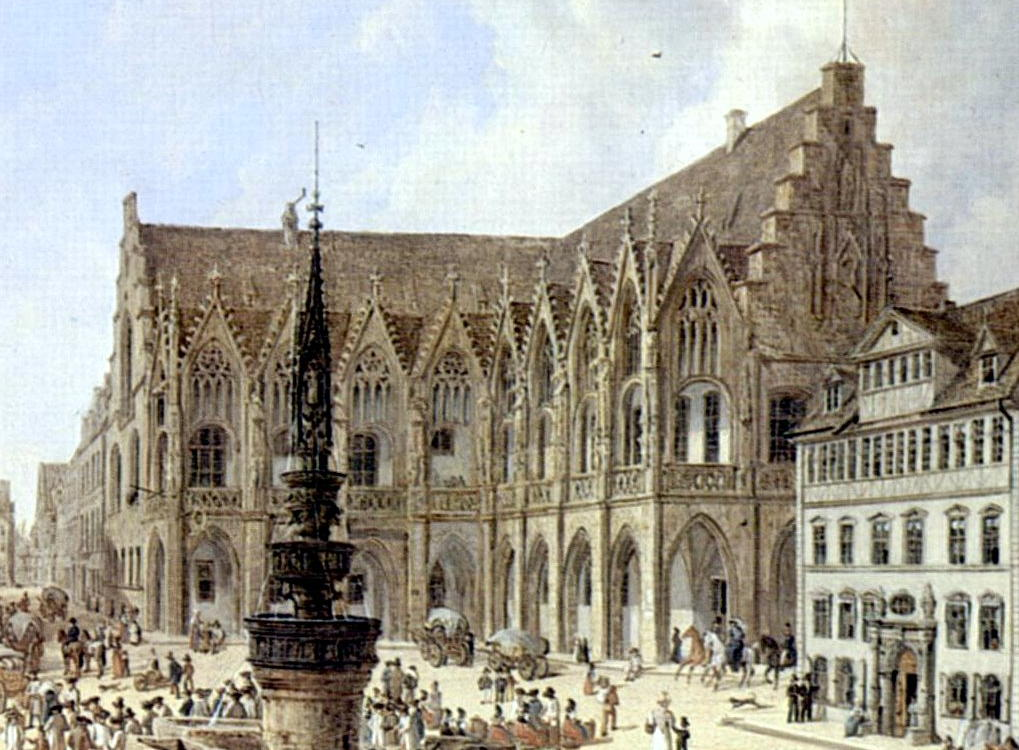
Das Braunschweiger Altstadtrathaus (um 1300 erbaut)

1671 eroberte eine Streitmacht der Welfenfürsten die bis dahin unabhängige Stadt und brachte sie wieder unter die Herrschaft des Fürstentums Braunschweig-Wolfenbüttel. Somit endete auch die Macht des bürgerlichen Rates in Braunschweig. Die Walbecks wussten sich den neuen feudalen Umständen anzupassen. Bereits 1650 zählten sie zum Adel und wechselten in die Offiziers- und Beamtendienste der Welfen und erhielten zeitweilig unter anderem das Rittergut Bornum als Lehen. Als Patrizier und Angehörige der städtischen Oberschicht blieben sie in Braunschweig und Wolfenbüttel bis zu ihrem Aussterben im Mannesstamm im 19. Jahrhundert erhalten.
Letzter männlicher Angehöriger des Geschlechts war der Privatier August von Walbeck (1815–1847). Seine Tochter Emma von Walbeck war die Mutter des Herzoglich Braunschweigischen Geheimrats und Ministers Burghard von Cramm.